# Armin Veh
Armin Veh (Augsburgo, 1 de fevereiro de 1961) é um treinador e ex-futebolista alemão.
O mais recente clube que treinou foi o Eintracht Frankfurt na temporada 2015–16. Foi dispensado em março de 2016 deixando a equipe da zona do rebaixamento na Bundesliga de 2015–16.

## Títulos como treinador
VfB Stuttgart
- Bundesliga: 2006/2007